# Општина Лаза (Васлуј)
Лаза (рум. Laza) општина је у Румунији у округу Васлуј.
Oпштина се налази на надморској висини од 215 m.